# Natolutali
Natolutali is een bestuurslaag in het regentschap Toba Samosir van de provincie Noord-Sumatra, Indonesië. Natolutali telt 597 inwoners (volkstelling 2010).